# La Trinité, Alpes-Maritimes

La Trinité este o comună în departamentul Alpes-Maritimes din sud-estul Franței. În 1 ianuarie 2022 avea o populație de 10.485 de locuitori.